# (53311) Deucalion
(53311) Deucalion es un objeto transneptuniano, descubierto el 18 de abril de 1999 por el Deep Ecliptic Survey, desde el Observatorio Nacional de Kitt Peak en Arizona, Estados Unidos.

## Designación y nombre
Designado provisionalmente como 1999 HU11. Fue nombrado por Deucalión, un personaje de la mitología griega.

## Características orbitales
Deucalion está situado a una distancia media del Sol de 43,904 ua, pudiendo alejarse hasta 46,632 ua y acercarse hasta 41,175 ua. Su excentricidad es 0,062 y la inclinación orbital 0,370 grados. Emplea 106254,94 días en completar una órbita alrededor del Sol.

## Características físicas
La magnitud absoluta de Deucalion es 6,71.